# Herman Van Molle

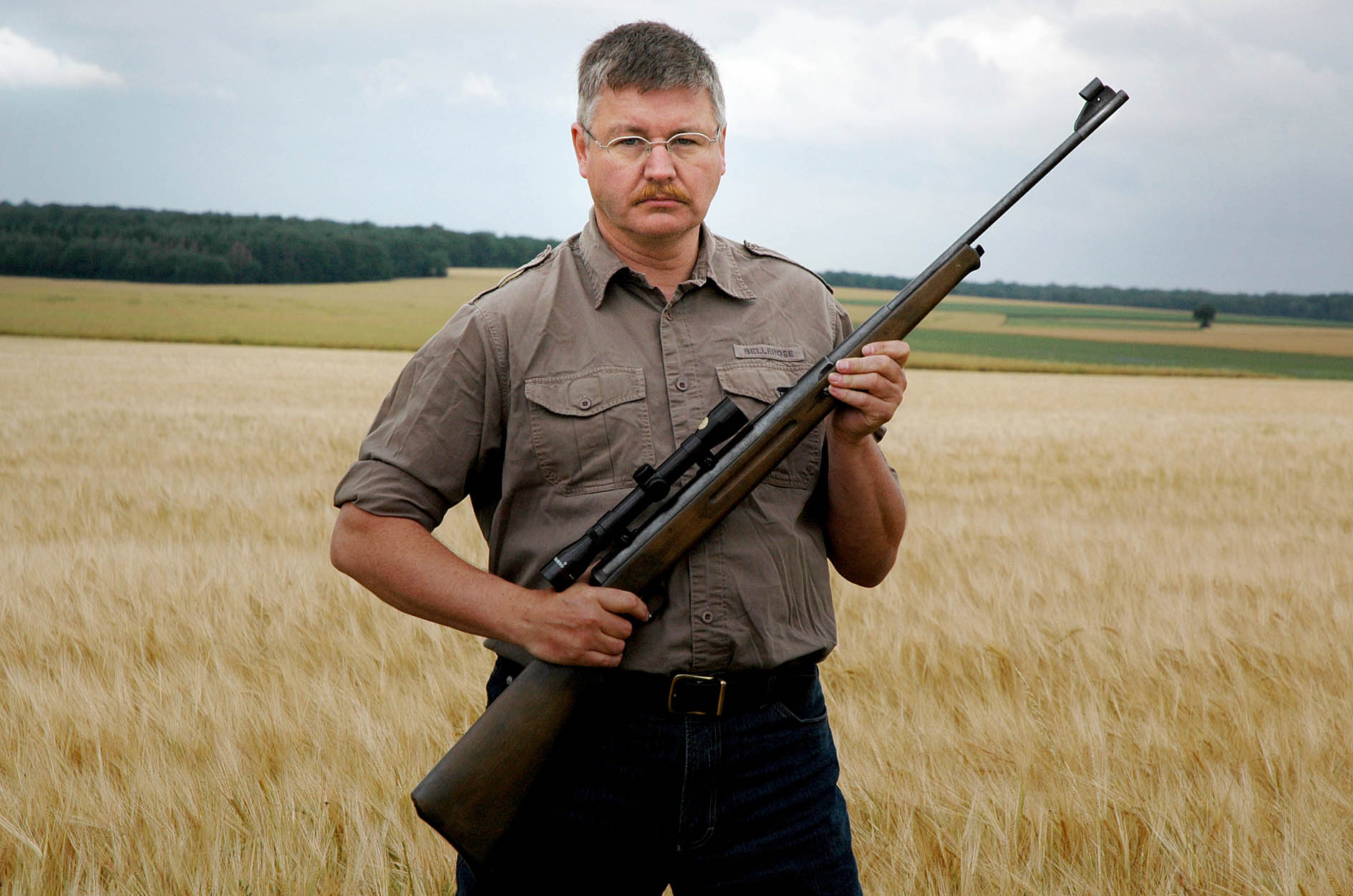
Herman Van Molle

Herman Norbert Jozef Van Molle (Lede, 3 januari 1956) is een Vlaamse televisiepresentator en quizmaster. Sinds 1978 presenteert hij quizzen op de Vlaamse publieke omroep.

## Biografie
Van Molle studeerde klassieke humaniora bij de jezuïeten in het Sint-Jozefscollege te Aalst en van 1974 tot 1979 Germaanse filologie aan de UFSAL (kandidatuur) en Katholieke Universiteit Leuven (licentie).
In 1978 begon hij zijn televisiecarrière bij de BRT, waar hij jarenlang De IQ-Kwis presenteerde. Andere quizzen, zoals De Denksportkampioen, Atlas, V.Z.W., Per Seconde Wijzer, Damesdubbel, België In Alle Staten, 1 jaar gratis en De Canvascrack zouden in de loop der decennia volgen.
Naast quizzen was Van Molle betrokken bij komische programma's zoals TV-Touché, Alleen al het idee en bedacht hij het format voor het moppenprogramma HT&D. Ook het reisprogramma Zalm voor Corleone presenteerde hij.
Van Molle vertoeft vaak in Zweden en is een verwoed visser. Zijn broer is de zanger Frank Galan. Herman Van Molle is supporter van voetbalclub Sporting Lokeren.

## Televisieprogramma's
- De I.Q.-Kwis (1980-1994)
- TV-Touché (1982-1984)
- Alleen al het idee (1986-1987)
- De Gouden Bertjes (1987-1996)
- De Denksport kampioen (1991-1996)
- Atlas (1995-1997)
- VZW (1995-1999)
- Per Seconde Wijzer (1997-2003)
- Damesdubbel (1999)
- België in alle staten (2004)
- Zalm voor Corleone (1999, 2003)
- 1 jaar gratis (2001-2008)
- De Canvascrack (2001-2013)

## Trivia
- Op maandagavond 14 september 2009 veroorzaakte Van Molle een mediarel door in het quizprogramma De Canvascrack aan het begin van een themaronde over politicus Pieter De Crem twee kotszakjes uit te delen aan de kandidaten.[2]
- In 2014 kon Van Molle wegens gezondheidsproblemen De Canvascrack niet presenteren. Dit seizoen werd daarom overgenomen door Sven Speybrouck.[3] Het bleek ook het laatste seizoen van deze quiz.